# Chiesa di Sant'Ignazio (Magonza)

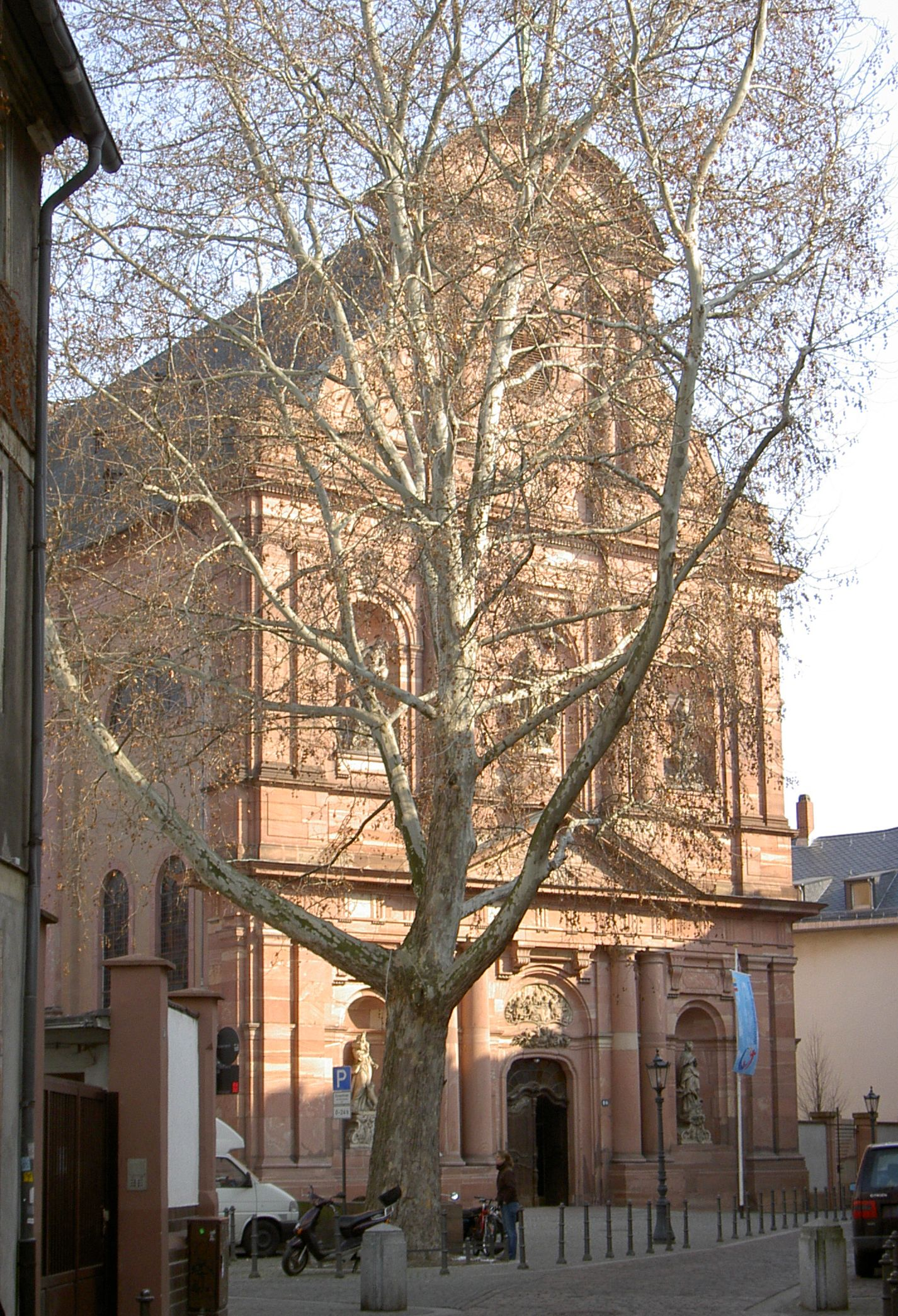
Facciata della chiesa

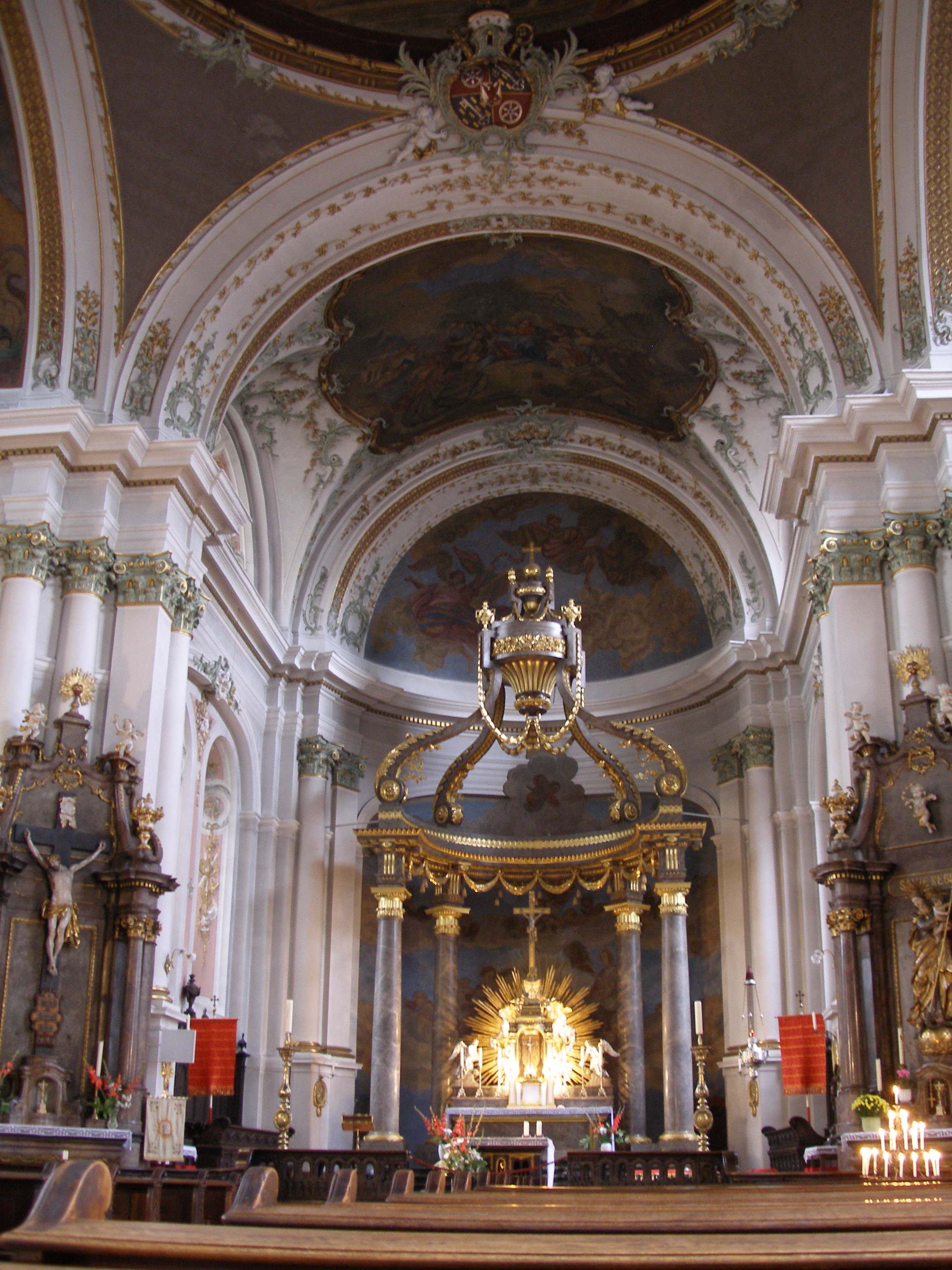
Interno

La chiesa di Sant'Ignazio di Magonza, nella Kapuzinerstraße, è una chiesa neoclassica. Fu costruita dal 1763 al 1774/75 ed è dedicata al martire e vescovo di Antiochia, Ignazio morto nel 107.

## Storia
La chiesa fu costruita nella stessa epoca della chiesa Sant'Agostino e della chiesa di San Pietro. Contrariamente a queste, tuttavia, non è una chiesa barocca, ma, come mostra la facciata in arenaria, una chiesa in stile neoclassico. 
La chiesa sorge sulla base del precedente edificio medievale, che era la chiesa parrocchiale dell'antica città e successivamente del distretto di Magonza di Selenhofen. Ci sono prove di una chiesa romanica, successivamente gotica, che in seguito divenne fatiscente. Il primo riferimento scritto a questa chiesa medievale risale al 1259, ma potrebbe già risalire al XII secolo.

## Architettura

### Facciata
La facciata in arenaria è un modello francese dei primi del XVII secolo, la chiesa dei Santi Gervasio e Protasio di Parigi. In particolare, la composizione delle colonne doriche, ioniche e corinzie ("sovrapposizione") e l'espressione corrispondente dei capitelli delle colonne corrisponde al modello francese. 

### Costruzione della chiesa
La pianta della chiesa è cruciforme. Una torre, originariamente progettata per essere realizzata sopra il coro, non fu mai costruita. Il soffitto a volta sopra la pianta cruciforme è opera di Johann Valentin Thoman. Il chiaro linguaggio formale degli interni, ben progettati, mostra il passaggio al neoclassicismo. 

### Soffitto a volta
L'interno è dotato di un magnifico soffitto affrescato. I dipinti, realizzati dal 1773 al 1776, vennero creati da Johann Baptist Enderle e mostrano scene della vita di Sant'Ignazio. Dal 1902 al 1906, le pitture di Waldemar Kolmsperger il vecchio furono ritoccate e poi fondamentalmente restaurate negli anni 1950. La chiesa è stata rinnovata la penultima volta negli anni 1980, e poi nel 2017.

### Cripta
C'è una cripta sotto il coro e 198 delle 261 tombe sono ancora conservate. Tra le tombe ci sono quelle degli artigiani che hanno ampliato la chiesa.

## Organo

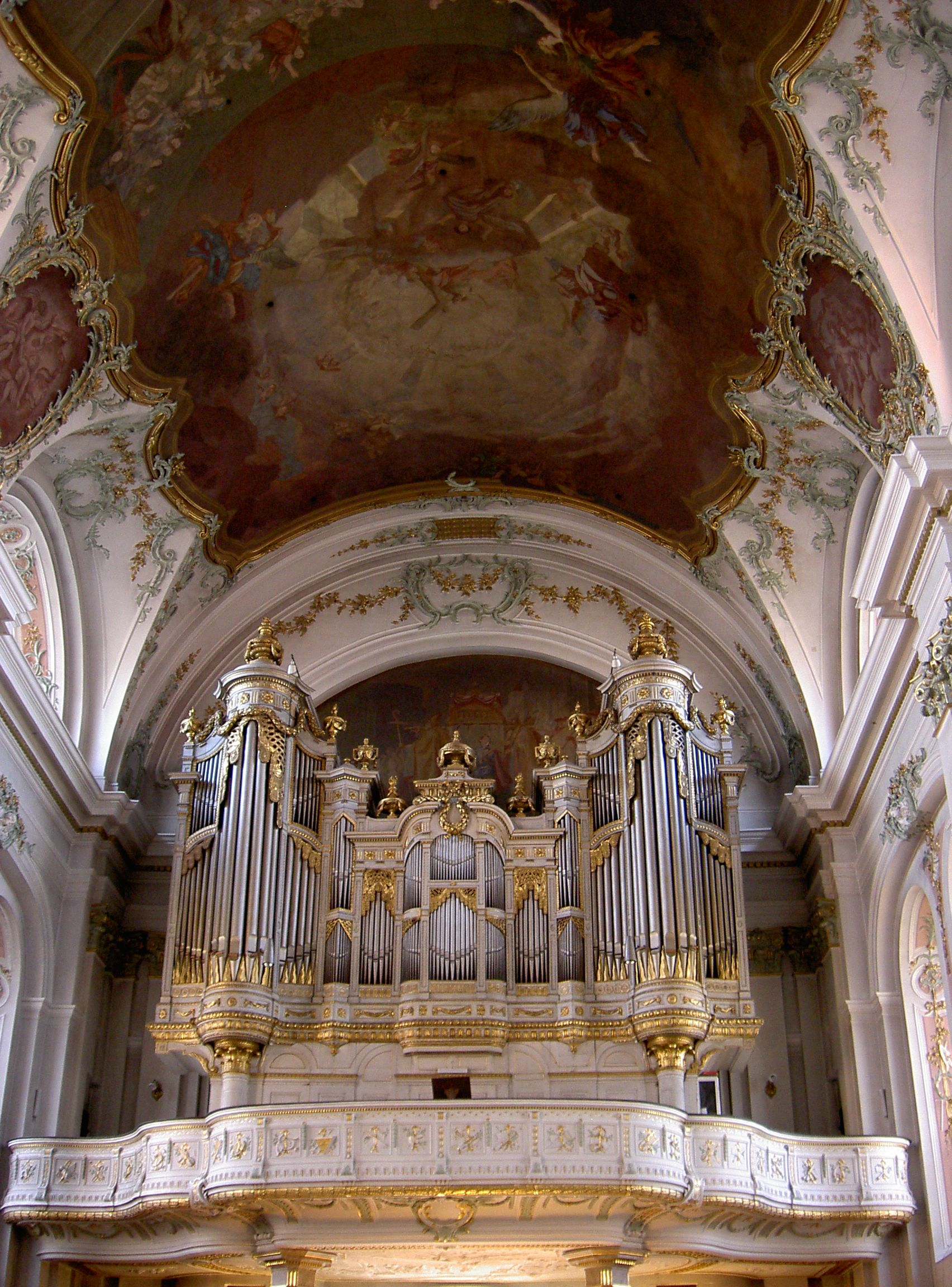
Vista dell'organo

L'organo attuale, nella galleria sopra l'ingresso principale, deriva da un organo che fu costruito tra il 1779 e il 1781 dall'organaro Joseph Anton Onimus. Nel 1903 lo strumento fu ricostruito dal costruttore di organi Balthasar Schlimbach e restaurato per l'ultima volta nel 2019. Lo strumento ha 37 registri su due manuali e un pedale

## Galleria d'immagini

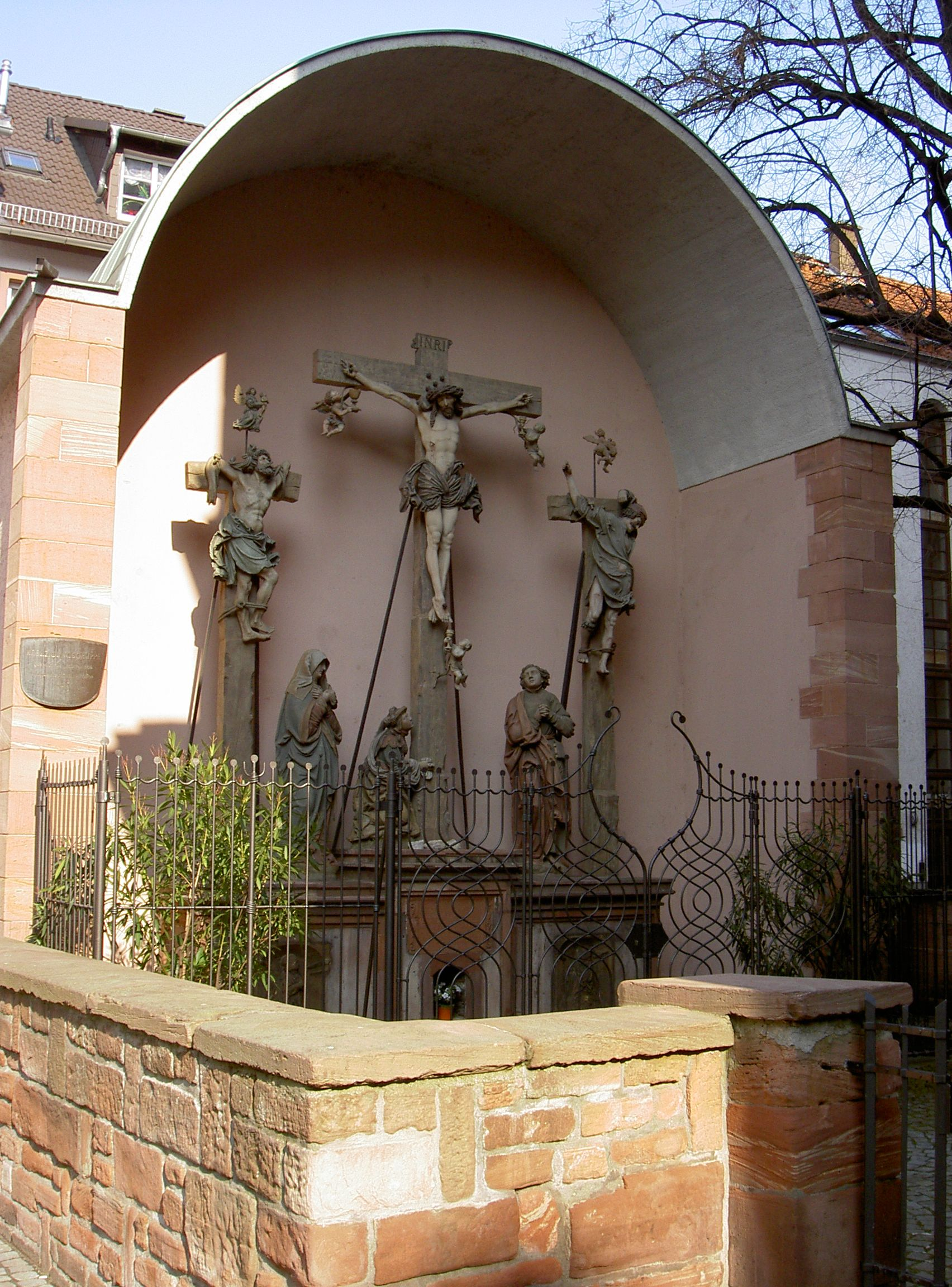
Il gruppo della crocifissione all'esterno della chiesa
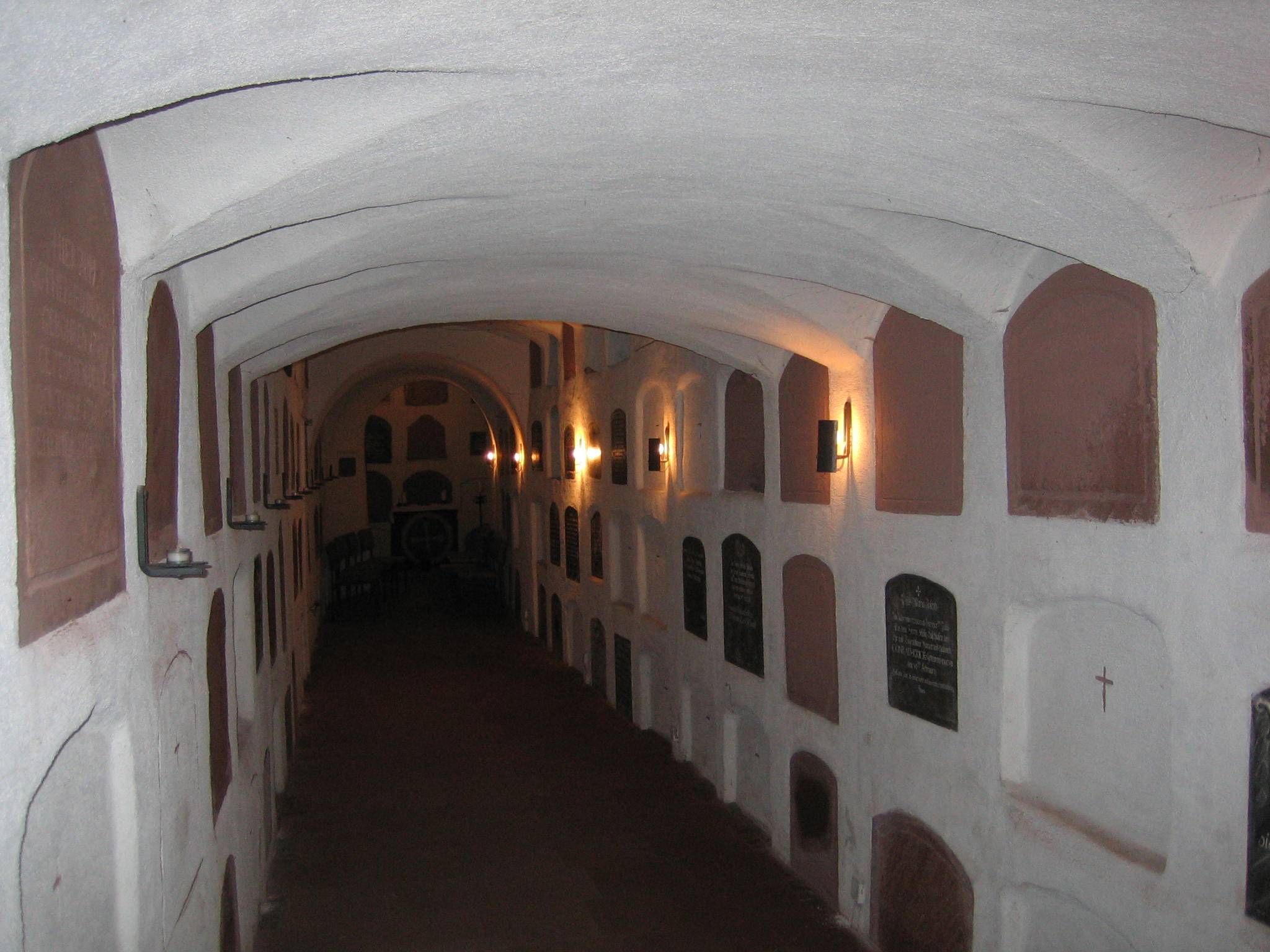
Cripta